# Xã Washington, Quận Montgomery, Ohio
Xã Washington (tiếng Anh: Washington Township) là một xã thuộc quận Montgomery, tiểu bang Ohio, Hoa Kỳ. Năm 2010, dân số của xã này là 56.607 người.